# Bernard Vitet

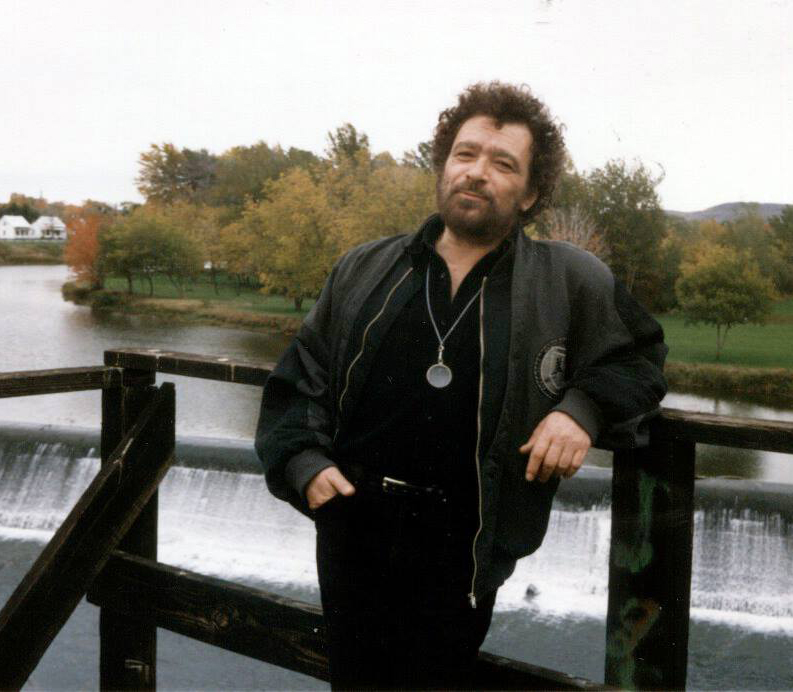
Bernard Vitet in Victoriaville

Bernard Vitet (* 26. Mai 1934 in Paris; † 3. Juli 2013) war ein französischer Jazztrompeter und Komponist.

## Leben und Wirken
Vitet, 1934 in Paris geboren, begann sich erst 1952 nach dem Besuch eines Jazzkonzerts für das Musikmachen zu interessieren. Er kauft sich eine Trompete und macht zwei Jahre später erste professionelle Erfahrungen, zunächst mit Django Reinhardt, Hubert Rostaing, Alix Combelle, Gus Viseur, Jef Gilson und Jean-Louis Chautemps. 1964 gründet er die erste Free-Jazz-Gruppe in Frankreich mit François Tusques, Jean-François Jenny-Clark und Aldo Romano und nimmt an allen wichtigen Festivals in Frankreich teil. Er spielte länger mit der Michel Portal Unit, mit Steve Lacy, Barney Wilen, Sunny Murray und Alan Silva, aber auch mit Don Cherry, Johnny Griffin, Albert Ayler, Archie Shepp, dem Art Ensemble of Chicago und dem Globe Unity Orchestra.
Parallel schrieb er Filmmusik und engagierte sich erstmals in einem interdisziplinären Projekt mit Prosatexten von Francis Ponge. Ab Mitte der 1970er Jahre arbeitete er mit Jean-Jacques Birgé und Francis Gorgé zusammen und gründete mit ihnen die bis zu seinem Tod bestehende Gruppe Un drame musical instantané, wobei der Name für das Programm steht, aus dem Augenblick heraus musikalische Dramen zu erfinden. Die Gruppe nahm auf eigene Kosten und in eigener Regie 18 Alben (und zudem auch Filme) auf, wobei das Trio bis hin zu Großformationen ergänzt wird. Nach seinem Tod produzierten Mama Baer und Kommissar Hjuler zwei Split-Releases mit UDMI. 
Später widmete Vitet sich wieder verstärkt dem Komponieren. Auch erfand er Instrumente.

## Diskographische Hinweise
- La Guêpe (Futura, 1972), mit François Tusques
- Mehr Licht (1979) solo
- Bernard Vitet / Hélène Sage – Supposons le problème résolu (1984)
- Bernard Vitet / Hélène Sage / Jean-Jacques Birgé – Les Araignées
- Jean-Jacques Birgé / Bernard Vitet – Carton (1997)